# Стахив, Игорь Иванович
И́горь Ива́нович Ста́хив (укр. Ігор Іванович Стахів; 1 сентября 1968, Коломыя, Ивано-Франковская область — 26 мая 2024, Сумская область) — советский и украинский футболист, выступавший на позиции защитника

## Биография
Во взрослом футболе дебютировал в 1986 году, в составе коломыйского «Сельмаша», участвовавшего в соревнованиях среди коллективов физкультуры. В следующем году был призван в армию, во время службы выступал за бердичевскую «Звезду». После демобилизации вернулся в родную Коломыю, где продолжил играть на любительском уровне. В 1991 году был приглашён в команду мастеров — ивано-франковское «Прикарпатье», в составе которого игрок в том же году дебютировал во второй низшей лиге чемпионата СССР. После распада Советского Союза Стахив продолжил выступать за ивано-франковцев, однако в первом чемпионате независимой Украины ни одного матча не сыграл. В сезоне 1993/94 в составе «Прикарпатья» стал победителем первой лиги Украины. В высшем дивизионе за ивано-франковский клуб дебютировал 24 ноября 1995 года, выйдя в стартовом составе в домашней игре против одесского «Черноморца». Всего провел за прикарпатцев 5 матчей в высшей лиге. Также играл за «Меховик» из Тысменицы, бывший фарм-клубом «Прикарпатья», в составе которого дважды становился бронзовым призёром второго дивизиона. Покинул команду в 1997 году.
Вторую половину 1997 года провёл в «Торпедо» из Волжского, выступавшем в Первой лиге ПФЛ России. В следующем году вернулся в Украину и стал игроком запорожского «Торпедо», однако отыграл за команду всего 1 матч. В течение 1999 года выступал за кременчугский «Кремень» в первой лиге. В начале 2000 года играл в составе любительской команды «Техно-Центр» из Рогатина, а во второй половине года стал игроком кировоградской «Звезды». В 2001 году футболист перешёл в калушский «Лукор», который стал его последним профессиональным клубом. По завершении карьеры играл за любительские команды и Ивано-Франковска и области

### Смерть
С началом российского вторжения в Украину, добровольно вступил в ряды Сил обороны Украины. Служил в Государственной пограничной службе Украины. Погиб от пули снайпера на Сумщине 26 мая 2024 года. Похоронен в Коломые

## Достижения
- Победитель первой лиги чемпионата Украины: 1993/94
- Бронзовый призёр второй лиги чемпионата Украины: 1995/96 (группа «А»), 1996/97 (группа «А»)